# يوم العلم (الولايات المتحدة الأمريكية)

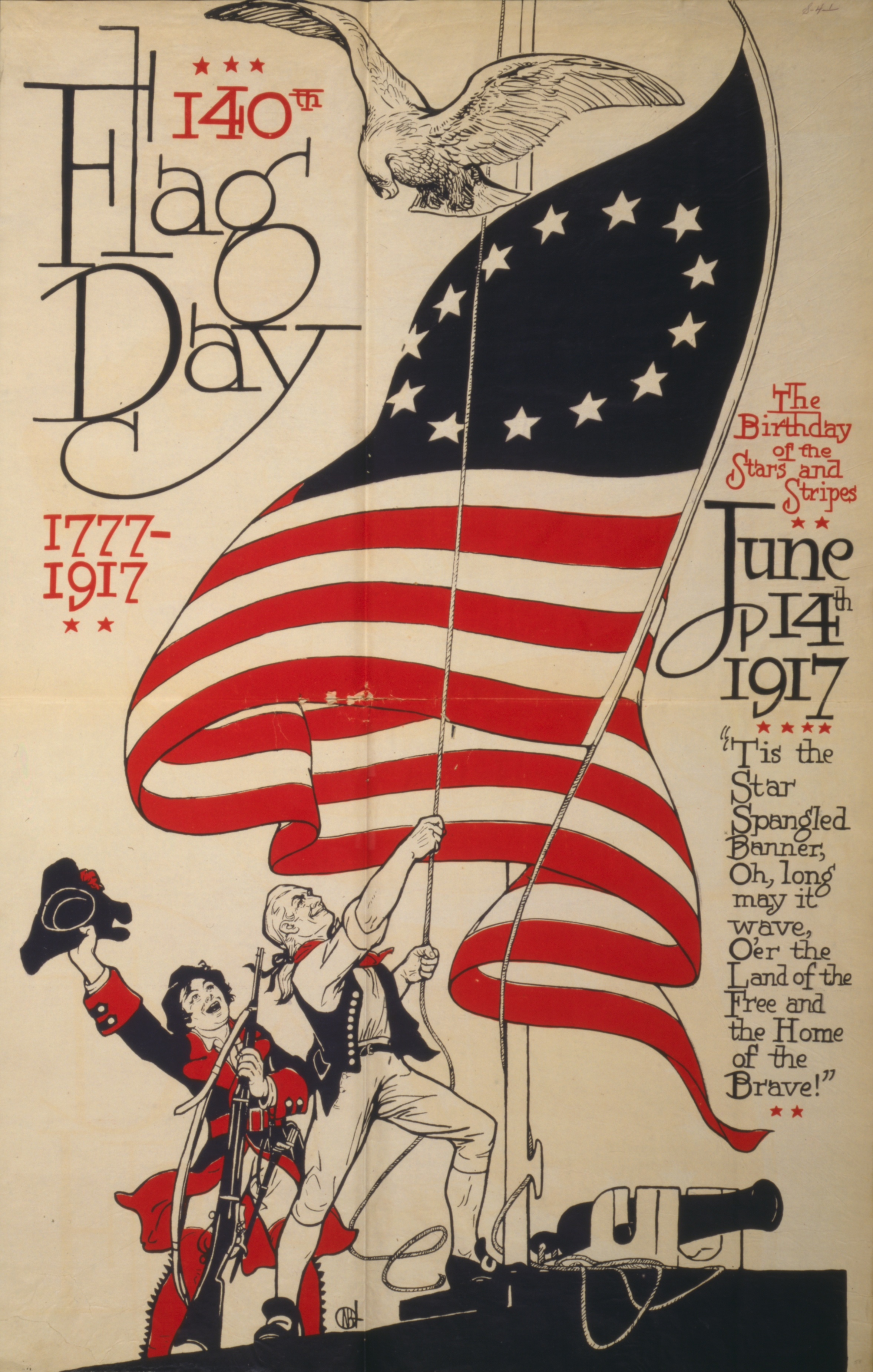
رسمة للإحتفال الـ140 ليوم العلم

يوم العلم (الولايات المتحدة الأمريكية): هو يوم يحتفل به الأمريكيان بعلمهم كل 14 بشهر حزيران و تم الاحتفال به أول مرة بتاريخ 14 حزيران سنة 1777. و لكن الاحتفال لم يكن رسمياً حتى أغسطس سنة 1949 بقانون من الكونغرس.

## روابط خارجية
- مقالة يوم العلم (الولايات المتحدة الأمريكية) في ويكيبيديا اللغة الأنكليزية